# Öratjärnen (Ragunda socken, Jämtland, 700244-151356)
Öratjärnen är en sjö i Ragunda kommun i Jämtland och ingår i Indalsälvens huvudavrinningsområde. Sjön har en area på 0,0777 kvadratkilometer och ligger 199,8 meter över havet. Vid provfiske har indianlax och öring fångats i sjön.

## Delavrinningsområde
Öratjärnen ingår i det delavrinningsområde (700252-151405) som SMHI kallar för Ovan VDRID = Storåsbäcken i Indalsälvens vattendr*. Medelhöjden är 304 meter över havet och ytan är 7,24 kvadratkilometer. Räknas de 1876 avrinningsområdena uppströms in blir den ackumulerade arean 20 411,41 kvadratkilometer. Avrinningsområdets utflöde Indalsälven mynnar i havet. Avrinningsområdet består mestadels av skog (85 procent). Avrinningsområdet har 0,24 kvadratkilometer vattenytor vilket ger det en sjöprocent på 3,4 procent.